# Miles, Iowa
Miles là một thành phố thuộc quận Jackson, tiểu bang Iowa, Hoa Kỳ. Năm 2010, dân số của thành phố này là 445 người.

## Dân số
Dân số qua các năm:
- Năm 2000: 462 người.
- Năm 2010: 445 người.